# Yoshiki Matsushita
Yoshiki Matsushita (jap. 松下佳貴 Matsushita Yoshiki; ur. 3 marca 1994 w prefekturze Ehime) – japoński piłkarz występujący na pozycji pomocnika.

## Kariera piłkarska
Od 2015 roku występował w Vissel Kobe.